# Latacunga
Latacunga, in de lokale taal Tacunga geheten, is een stad en een parochie (parroquia) in Ecuador in het kanton Latacunga. De stad is de hoofdstad van de provincie Cotopaxi, 55 kilometer ten zuiden van Quito.
De op een plateau gelegen stad bevindt zich op een hoogte van 2800 meter en heeft 98.000 inwoners, waarvan het grootste deel inheemse indiaan is. In het centrum bevindt zich koloniale huizen, straatjes en pleinen, voorzien van kleine parken. De stad heeft ook een kathedraal als zetel van het rooms-katholieke bisdom Latacunga.
Latacunga vormt de belangrijkste stad voor de dorpen in de omgeving die meer in de bergen gelegen zijn, zoals Saquisilí, Sígchos, Isinliví en Pujuilí. Voor de markt op woensdag en zaterdag reizen de inheemse vrouwen naar Latacunga met door hun gekweekte gewassen. Veel mannen werken doordeweeks in Latacunga en keren in het weekend terug. Andersom reizen docenten maandagochtend af naar de dorpen, om in het weekend weer terug te keren naar de stad en hun gezin.
Vanuit Latacunga vinden ook excursies plaats naar de vulkaan Cotopaxi en het kratermeer van de Quilotoa. Veel toeristen reizen via Síchos naar Isinliví of Chugchilan, om vervolgens te klimmen naar het kratermeer.

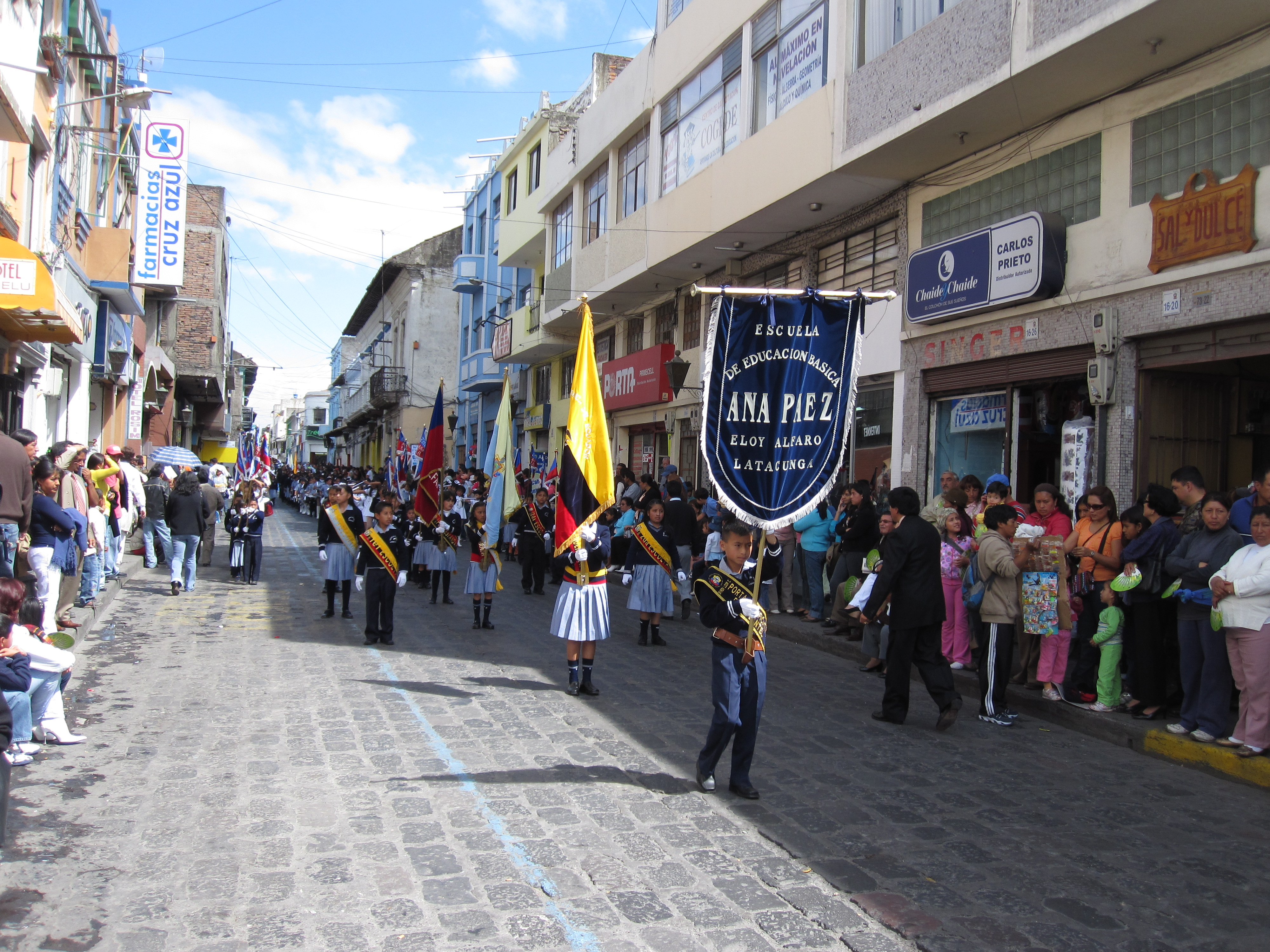
Centrum
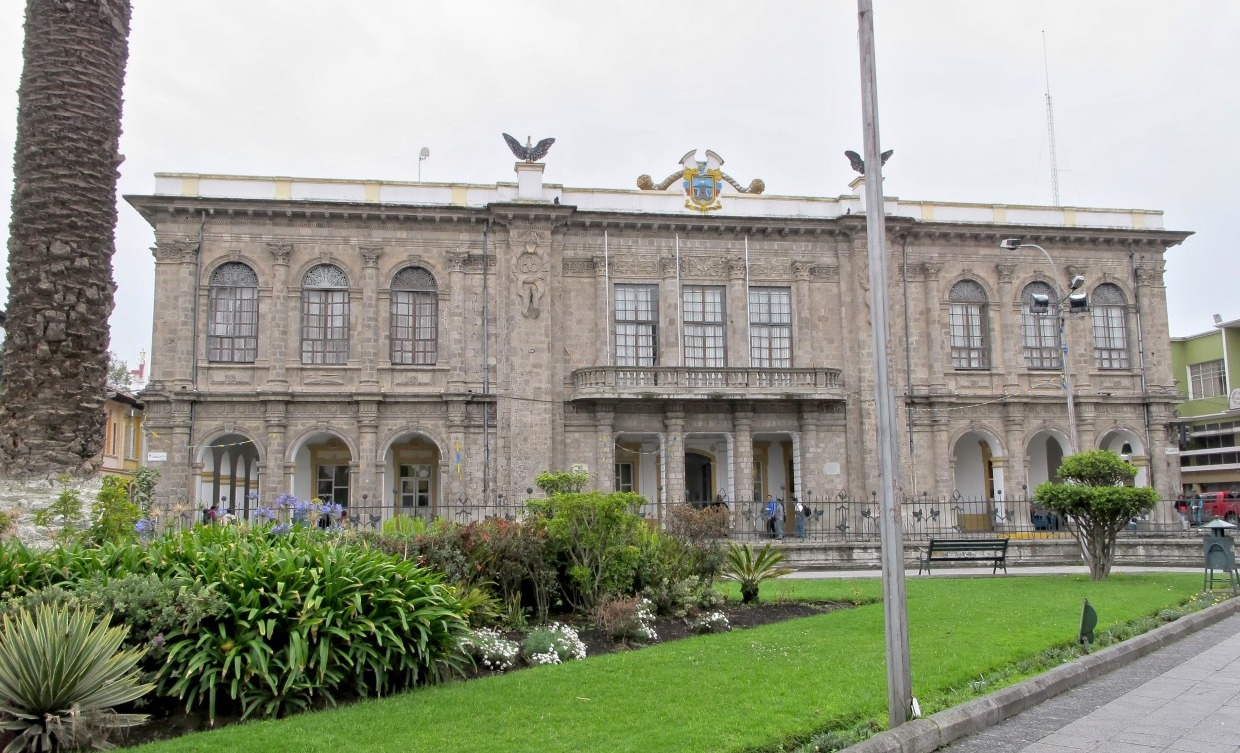
Gemeentehuis
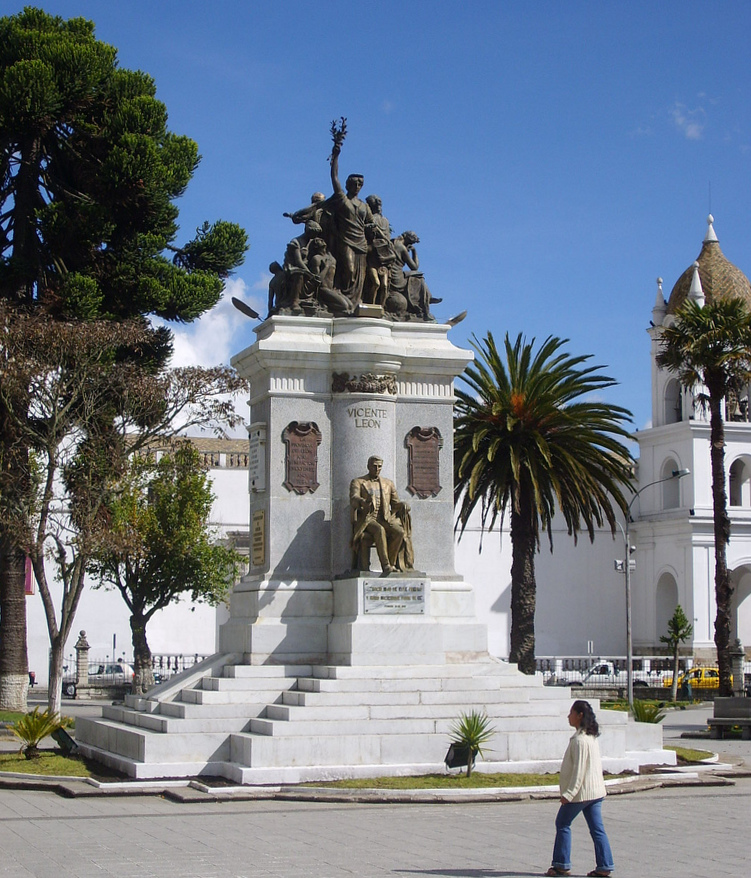
Monument voor Vicente Leon